# Lothar Diehr
Lothar Diehr (* 9. Oktober 1947) ist ein deutscher Badmintonspieler.

## Karriere
Lothar Diehr gewann in den DDR-Nachwuchsaltersklassen mehrere Medaillen bei den nationalen Titelkämpfen. 1967 erkämpfte er sich erstes Edelmetall bei den DDR-Einzelmeisterschaften der Erwachsenen. Vier weitere Medaillengewinne folgten bis 1973. Mit dem Team von EBT Berlin wurde er 1966 und 1967 Dritter bei den DDR-Mannschaftsmeisterschaften.

## Sportliche Erfolge
| Saison    | Veranstaltung                    | Disziplin    | Platz | Name |
| --------- | -------------------------------- | ------------ | ----- | --- |
| 1961/1962 | DDR-Bestenermittlung AK 12/13    | Herrendoppel | 3     | Lothar Diehr / Fritz Bennewitz (EBT Berlin / Post Berlin) |
| 1961/1962 | DDR-Bestenermittlung AK 12/13    | Herreneinzel | 3     | Lothar Diehr (EBT Berlin) |
| 1964/1965 | DDR-Einzelmeisterschaft AK 16/17 | Herreneinzel | 2     | Lothar Diehr (EBT Berlin) |
| 1964/1965 | DDR-Einzelmeisterschaft AK 16/17 | Herrendoppel | 1     | Lothar Diehr / Heinz Franz (Empor Brandenburger Tor) |
| 1965/1966 | DDR-Einzelmeisterschaft AK 16/17 | Herreneinzel | 2     | Lothar Diehr (EBT Berlin) |
| 1965/1966 | DDR-Einzelmeisterschaft AK 16/17 | Herrendoppel | 3     | Lothar Diehr / Wolfgang Bartz (Empor Brandenburger Tor) |
| 1965/1966 | DDR-Mannschaftsmeisterschaft     | Mannschaft   | 3     | EBT Berlin (Lothar Diehr, Klaus Adam, Werner Wienecke, Hans Abraham, Günter Görges, Kurt Willumeit, Gerd Migdal, Heide Puchert, Christel Heinicke, Hannelore Kühne, Wilke)         |
| 1966/1967 | DDR-Einzelmeisterschaft          | Herreneinzel | 3     | Lothar Diehr (EBT Berlin) |
| 1966/1967 | DDR-Mannschaftsmeisterschaft     | Mannschaft   | 3     | EBT Berlin (Lothar Diehr, Gerd Migdal, Hans Abraham, Klaus Adam, Werner Wienecke, Günter Görges, Kurt Willumeit, Heide Puchert, Hannelore Kühne, Christel Heinicke, Renate Migdal) |
| 1967/1968 | DDR-Einzelmeisterschaft          | Herreneinzel | 3     | Lothar Diehr (EBT Berlin) |
| 1968/1969 | DDR-Einzelmeisterschaft          | Herrendoppel | 3     | Gert Migdal / Lothar Diehr (EBT Berlin) |
| 1968/1969 | DDR-Studentenmeisterschaft       | Herrendoppel | 1     | Wolfgang Bartz / Lothar Diehr (HfÖ Berlin - EBT Berlin / IS Bau Berlin - EBT Berlin)                                                                                               |
| 1970/1971 | DDR-Studentenmeisterschaft       | Herreneinzel | 2     | Lothar Diehr (ISfB Berlin - EBT Berlin) |
| 1970/1971 | DDR-Studentenmeisterschaft       | Herrendoppel | 1     | Wolfgang Bartz / Lothar Diehr (HfÖ Berlin - EBT Berlin / IS Bau Berlin - EBT Berlin)                                                                                               |
| 1971/1972 | DDR-Einzelmeisterschaft          | Herrendoppel | 3     | Wolfgang Bartz / Lothar Diehr (EBT Berlin) |
| 1972/1973 | DDR-Einzelmeisterschaft          | Herrendoppel | 3     | Wolfgang Bartz / Lothar Diehr (EBT Berlin) |